# 周公島
周公島，又稱日光島、晨曦島或車公洲，是香港境內的一個島嶼，座落於西博寮海峽西北部，在大嶼山及喜靈洲以東，坪洲、銀洲、交椅洲及小交椅洲以南，香港行政區劃上屬於離島區。島上曾建有戒毒中心，後來棄用後人跡罕至，几乎已成為荒島，目前島上僅有一不定期居民林志毅。

## 地理
周公島面積為0.54平方公里，最高點位於東北部，海拔不超過110米，島上的戒毒中心棄用後，人跡罕至，中部谷地有荒廢的建築物。島上雜草叢生，登山路徑極不明顯，水源稀少。天然景點有人頭石、冬瓜石、雀頭石和女神頭等等。當中以女神頭最唯肖唯妙，最佳角度是從側面觀賞。

## 歷史
早於1932年，一名澳洲移居香港的德國人在香港組織天體會，原位於沙田香粉寮的會址因城門水塘興建工程而被迫遷，後來他們選擇在周公島上設基地，建立據點，設立天體營，並建立設施以享受天體日光浴的樂趣，惟行為遭到附近島嶼如坪洲的居民和漁民反對，認為他們傷風敗俗，會觸怒神靈而影響漁獲:162。在天體營結束後成為了後來的戒毒中心，最後荒廢。
1953年，英國人鮑健士向港英政府租用全島，並派難民開墾建屋，更把島更名。鮑健士在1961年獲頒有亞洲諾貝爾獎之稱的「麥西西獎」（Ramon Magsaysay Award），1960年代島民逐漸遷出。:163
1970年代一位外籍宣教士接管周公島，並改為戒毒中心，名為「日光島福音戒毒中心」。:163
現時周公島唯一的居民為林志毅（1942年—）。1975年，正值文革之際，林志毅於10月14日颱風愛茜吹襲期間乘機從中國大陸逃難至香港。抵港後，他任職出版業，主要負責撰寫評論及編輯的工作。由於工作繁重，在長期睡眠不足、食無定時之下，最終導致腸壞死，需要動手術切除小腸，並被醫生建議休養。其後，他在島上的張凌霄牧師邀請之下，於1978年遷至周公島隱居。後來島上本來的居民一一遷離，張牧師亦於2003年去世，林志毅因此成為了周公島的島主，但近年他已因為身體轉差而減少在島上居住。
另外，在1950年代香港缺乏淡水資源，然而人口不斷膨脹，香港政府於是決定在大嶼山石壁鄉興建石壁水塘。為了解決香港島的食水需求，1960年，香港政府興建兩條全長8哩，直徑30吋的海底輸水管接連大嶼山與香港島之摩星嶺及大口環，該島遂成為大嶼山輸往香港島之海底輸水系統的中轉站。

## 生態
周公島是白腹海鵰及瀕危原生物種鮑氏雙足蜥的繁殖及覓食理想地之一。因為香港迪士尼樂園的興建工程展開，迫使原居大嶼山的白腹海鵰遷徙至此。世界自然基金會曾經建議將此島劃為「自然保育區」，以保護當地生態。

## 交通
現時無定期街渡前往周公島，然而可以在中環碼頭及坪洲租船前往。由於該處風浪急勁，風勢太強時船家一般不建議遊客登岸。

## 未來發展
2004年，保安局計劃於鄰近的喜靈洲興建一所可以容納7,220名囚犯的「超級監獄」，進行規模逾114公頃的填海工程，又擬建道路連接至銀礦灣。然而，此舉違反規劃署於2001年7月公佈的《新界西南發展策略》把兩島及大嶼南闢為「保育區」的建議，引起鄰近居民及環境保護組織之反對，致使計劃於同年10月12日擱置。